# Sommer over Østgrønland
|  | Denne artikel er oprettet af botten Steenthbot ud fra en ekstern database. Den kan derfor have sproglige fejl eller mangler. Denne skabelon kan fjernes efter kontrol af indholdet. |

Sommer over Østgrønland er en dansk dokumentarfilm fra 1939 instrueret af Jette Bang.

## Handling
Trods titlen består filmen primært af optagelser fra Grønlands vestkyst: Deltagere i den franske Indlandsis-ekspedition ombord på skib. Godhavn: skibet "Hans Egede" lægger til ved iskanten. Losning af hundeslæder. Agpanguit: losning af ekspeditionens hunde. Klip fra børnesanatoriet i Umanak. Losning af tømmer. Indladning af spæktønder ved udstedet Tasiussak. Dagligt liv ved udstedet Kraulshavn. Kateketfamilie på rejse i en af nutidens konebåde. Ombord på hvalfangeren s/s "Sonja". Dansemik på Silamutten.